# Teken van Kernig
Het teken van Kernig is in de geneeskunde het verschijnsel dat iemand in zittende of liggende houding de knie niet geheel kan strekken omdat dan uitstralende pijn in het been optreedt vanuit de rug. Het is een teken van meningeale prikkeling door meningitis, maar kan ook positief zijn bij wortelprikkeling, bijvoorbeeld bij een rughernia. Het verschil zal echter meestal overduidelijk zijn. Bij een meningitis heeft men namelijk meestal met een zeer zieke patiënt te maken en straalt de pijn typisch niet uit.